# دار التحرير للطبع والنشر
مؤسسة دار التحرير للطبع والنشر مؤسسة صحفية عامة تابعة لجمهورية مصر العربية.

## نبذة تاريخية
أنشأتها ثورة 23 يوليو 1952 في 24 أغسطس 1953 بعد أن تقدم البكباشي جمال عبد الناصر سكرتير هيئة التحرير آنذاك بطلب إلى إدارة المطبوعات لإصدار جريدة يومية صباحية باللغة العربية.
أنشأتها الثورة لتتحدث بلسانها، وتدعو لها، وتتبنى قضاياها محلياً وعربياً وعالمياً. صدرت عنها مجلة التحرير، وهي أول صحيفة تصدرها الثورة اعتباراً من العدد رقم 24 الصادر في 12 أغسطس سنة 1953، وكانت تصدر من قبل عن إدارة الشئون العامة بالقوات المسلحة، منذ صدورها في سبتمبر 1952. تعاقب علي رئاسة مجلس إدارتها 10 من رجال السياسة والصحافة والأدب.
أصدرت دار التحرير العديد من الإصدارات في المجال الصحفي بعدة لغات منها البروجرية بالفرنسية لمخاطبة الأجانب الذين يتحدثون الفرنسية في مصر وعددهم يقدر بعشرات الآلاف. لوبروجريه اجيبسيان «يومية باللغة الفرنسية» عددها الاسبوعي الأحد «لوبروجريه ديمانش». صدر العدد الأول منها 14 أبريل 1892 «صدرت أولاً من شركة الاعلانات الشرقية». رئيس التحرير كان أحمد البرديسي.
و الجازيت بالإنجليزية وهي أقدم مطبوعة في الشرق الأوسط تصدر باللغة الإنجليزية.

## رؤساء مجلس الإدارة
- أنور السادات: المدير العام "ديسمبر 1953- سبتمبر 1956"، رئيس مجلس الإدارة سبتمبر 1956- أبريل 1959"
- صلاح سالم: رئيس مجلس الإدارة ورئيس تحرير الجمهورية «أبريل 1959- مايو 1962»
- كمال الدين الحناوي: رئيس مجلس الإدارة ورئيس تحرير الجمهورية «مايو 1962- يوليو 1964»
- حلمي سلام: رئيس مجلس الإدارة ورئيس تحرير الجمهورية «يوليو 1964- مايو 1965»
- مصطفى بهجت بدوي: رئيس مجلس الإدارة ورئيس تحرير الجمهورية «مايو 1965- نوفمبر 1966»
- فتحي غانم: رئيس مجلس الإدارة ورئيس تحرير الجمهورية «نوفمبر 1966- مايو 1971»
- مصطفى بهجت بدوي: رئيس مجلس الإدارة ورئيس تحرير الجمهورية «مايو 1971- مارس 1975»
- عبد المنعم الصاوي: رئيس مجلس الإدارة «مارس 1975- مارس 1977»
- محسن محمد: رئيس مجلس الإدارة ورئيس تحرير الجمهورية «مارس 1977- يونيو 1984»، رئيس مجلس الإدارة «يونيو 1984- مارس 1989»
- سمير رجب: رئيس مجلس الإدارة ورئيس تحرير المساء «مارس 1989- أبريل 1998»، رئيس مجلس الإدارة ورئيس تحرير الجمهورية «أبريل 1998 - يوليو 2005»
- محمد أبو الحديد: رئيس مجلس الإدارة «يوليو 2005 - 3 يوليو 2009»
- علي هاشم: رئيس مجلس الإدارة "يوليو 2009 -
- خالد بكير: رئيس مجلس الإدارة
- مصطفى هديب: رئيس مجلس الإدارة
- جلاء جاب الله: رئيس مجلس الإدارة
- سعد سليم: رئيس مجلس الإدارة [6]
- إياد أبو الحجاج: رئيس مجلس الإدارة حاليا

## إصدارات

### إصدارات يومية
- جريدة الجمهورية.[7]
- جريدة المساء.[8]
- الإجيبشيان جازيت (باللغة الإنجليزية)[9]
- الإجيبشيان ميل (باللغة الإنجليزية)
- لا بورص إجبسيان (باللغة الفرنسية)
- لو بروجريه إجبسيان (باللغة الفرنسية)

### إصدارات أسبوعية
- عقيدتي.[10]
- حريتي.[11]
- الرأي.[12]
- الكورة والملاعب

### إصدارات شهرية
- مجلة العلم
- كتاب الجمهورية

### ملاحق
- دموع الندم
- بطولات ونجوم.

## الشركات التابعة
- دار الجمهورية للصحافة.[13]
- شركة الإعلانات الشرقية
- شركة الإعلانات المصرية
- شركة التوزيع المتحدة